# (3422) Reid
(3422) Reid est un astéroïde de la ceinture principale.

## Description
(3422) Reid est un astéroïde de la ceinture principale. Il fut découvert le 28 juillet 1978 à Bickley par l'Observatoire de Perth. Il présente une orbite caractérisée par un demi-grand axe de 2,69 UA, une excentricité de 0,15 et une inclinaison de 13,9° par rapport à l'écliptique.

## Compléments